# Тирус
Тирус (порт. Tiros) — муниципалитет в Бразилии, входит в штат Минас-Жерайс. Составная часть мезорегиона Триангулу-Минейру-и-Алту-Паранаиба. Входит в экономико-статистический микрорегион Патус-ди-Минас. Население составляет 6776 человек на 2006 год. Занимает площадь 2093,160 км². Плотность населения — 3,2 чел./км².

## История
Город основан 10 февраля 1924 года.

## Статистика
- Валовой внутренний продукт на 2003 год составляет 51 640 012,00 реалов (данные: Бразильский институт географии и статистики).
- Валовой внутренний продукт на душу населения на 2003 год составляет 7232,50 реалов (данные: Бразильский институт географии и статистики).
- Индекс развития человеческого потенциала на 2000 год составляет 0,755 (данные: Программа развития ООН).

## География
Климат местности: тропический.